# Нурмсалу, Лаура
Лаура Нурмсалу (эст. Laura Nurmsalu; род. 1 июня 1994, Тарту) — эстонская лучница, участница летних Олимпийских игр 2016 года в Рио-де-Жанейро.

## Карьера
Лаура Нурмсалу выступала в Баку на Европейских играх 2015 года, где закончила индивидуальные соревнования на стадии 1/32 финала после поражения от испанки Алисии Марин. В паре с Яанусом Гроссом в смешанных командных соревнованиях стала 26-й.
В Копенгагене на чемпионате мира 2015 года приняла участие как в составе сборной, так и в личном первенстве. В индивидуальных соревнованиях она уже в первом раунде уступила вьетнамской лучнице Ле Тхи Тху Льен в перестрелке. Сумма эстонских лучниц оказалась лишь 40-й в предварительном раунде с результатом 1727 очков, и в плей-офф пробиться не удалось.
Нурмсалу попала на первые для себя Олимпийские игры в 2016 году. Она уже в первом круге женских индивидуальных соревнований выбыла из борьбы за медали, проиграв со счетом 0:6 украинке Веронике Марченко.
В 2019 году Нурмсалу участвовала на вторых для себя Европейских играх в Минске, заняв 27 место в отборочном раунде индивидуальных соревнований из олимпийского лука. В плей-офф Нурмсалу победила австрийскую лучницу Элизабет Страку, но уже в следующем раунде встретилась с будущей финалисткой Игр итальянкой Лучилой Боари, которой проиграла 2:6. Вместе с Мяртом Оона участвовали в миксте, где уже в первом раунде уступили Финляндии со счётом 0:6.